# Henry Czerny

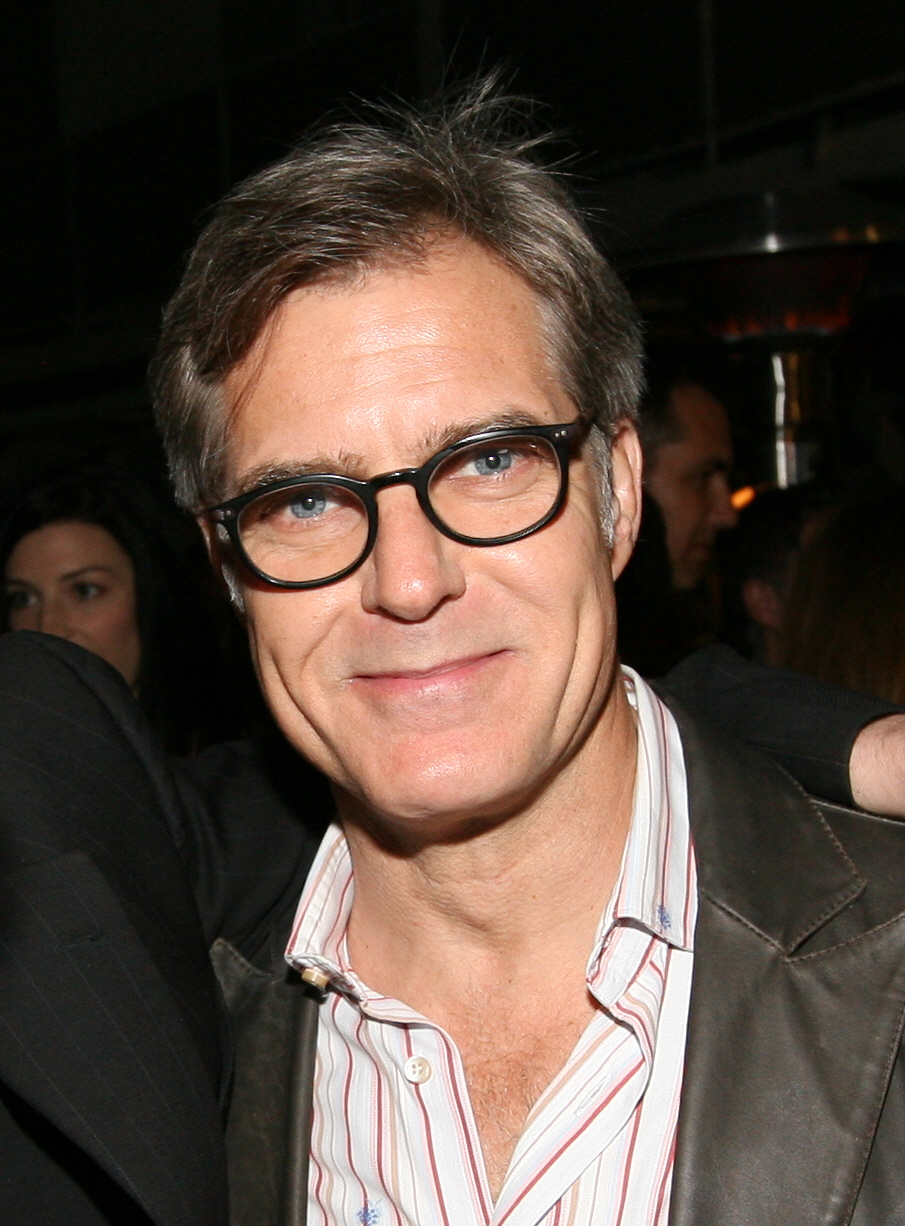
Henry Czerny (2012)

Henry Czerny (* 8. Februar 1959 in Toronto, Ontario) ist ein kanadischer Schauspieler.
Czerny absolvierte im Jahr 1982 die National Theatre School in Montreal, danach spielte er einige Theaterrollen. Seit 1986 war er in mehr als 100 Film- und Fernsehproduktionen zu sehen. Für die Rolle im Fernsehfilm Die Opfer von St. Vincent – Schrei nach Hilfe aus dem Jahr 1994 gewann er 1994 den Gemini Award. Für seinen Auftritt in der Fernsehserie The Eleventh Hour erhielt er 2005 erneut den Gemini Award. 2009 erhielt er den Preis für die beste Nebenrolle. Er wurde außerdem viermal dafür nominiert: im Jahr 1998 für die Rolle im Fernsehfilm Promise the Moon, im Jahr 1999 für die Rolle im Fernsehthriller Das Mädchen gegenüber und 2000 für die Rolle im Filmdrama External Affairs sowie 2008 für sein Mitwirken in Mayerthorpe.
Czerny ist mit Claudine Cassidy verheiratet, das Paar hat einen Sohn.

## Filmografie (Auswahl)
- 1986: Nachtstreife (Night Heat, Fernsehserie, Folge 2x20)
- 1994: Das Kartell (Clear and Present Danger)
- 1995: Wenn die Nacht beginnt (When Night Is Falling)
- 1995: Notes from Underground
- 1996: Mission: Impossible
- 1997: Promise the Moon (Fernsehfilm)
- 1997: Der Eissturm (The Ice Storm)
- 1998: Ruhm und Ehre (Glory & Honor, Fernsehfilm)
- 1998: Das Mädchen gegenüber (The Girl Next Door, Fernsehfilm)
- 1999: Kayla – Mein Freund aus der Wildnis (Kayla)
- 1999: External Affairs
- 2000: Visions of Death (After Alice)
- 2000: Vom Teufel besessen (Possessed, Fernsehfilm)
- 2003: CSI: Den Tätern auf der Spur (CSI: Crime Scene Investigation, Fernsehserie, Folge 4x06)
- 2004: Gone Dark (The Limit)
- 2005: Der Exorzismus von Emily Rose (The Exorcism of Emily Rose)
- 2005: Chaos
- 2006: Der rosarote Panther (The Pink Panther)
- 2006: Fido – Gute Tote sind schwer zu finden (Fido)
- 2006: Gespräche mit Gott (Conversations with God)
- 2007: Die Tudors – Mätresse des Königs (The Tudors, Fernsehserie, Folgen 1x01–1x10)
- 2007: The Fifth Patient
- 2008: Flashpoint – Das Spezialkommando (Flashpoint, Fernsehserie, Folge 1x02)
- 2009: Prayers for Bobby (Fernsehfilm)
- 2010: Das A-Team – Der Film (The A-Team)
- 2011: Falling Skies (Fernsehserie, Folgen 1x06–1x07)
- 2011–2014: Revenge (Fernsehserie)
- 2015: Remember
- 2015: Supergirl (Fernsehserie, eine Folge)
- 2016: The Other Half
- 2016: Rosewood (Fernsehserie, eine Folge)
- 2016–2017: Quantico (Fernsehserie, sieben Folgen)
- 2017: When We Rise (Miniserie, zwei Folgen)
- 2017: Buckout Road
- 2018: Sharp Objects (Miniserie)
- 2019: Ready or Not – Auf die Plätze, fertig, tot (Ready or Not)
- 2021: The Righteous
- 2021: Charlotte
- 2023: Scream VI
- 2023: Mission: Impossible – Dead Reckoning Teil Eins (Mission: Impossible – Dead Reckoning Part One)
- 2024: Our Little Secret
- 2025: Bunny
- 2025: Mission: Impossible – The Final Reckoning